# Mimegralla

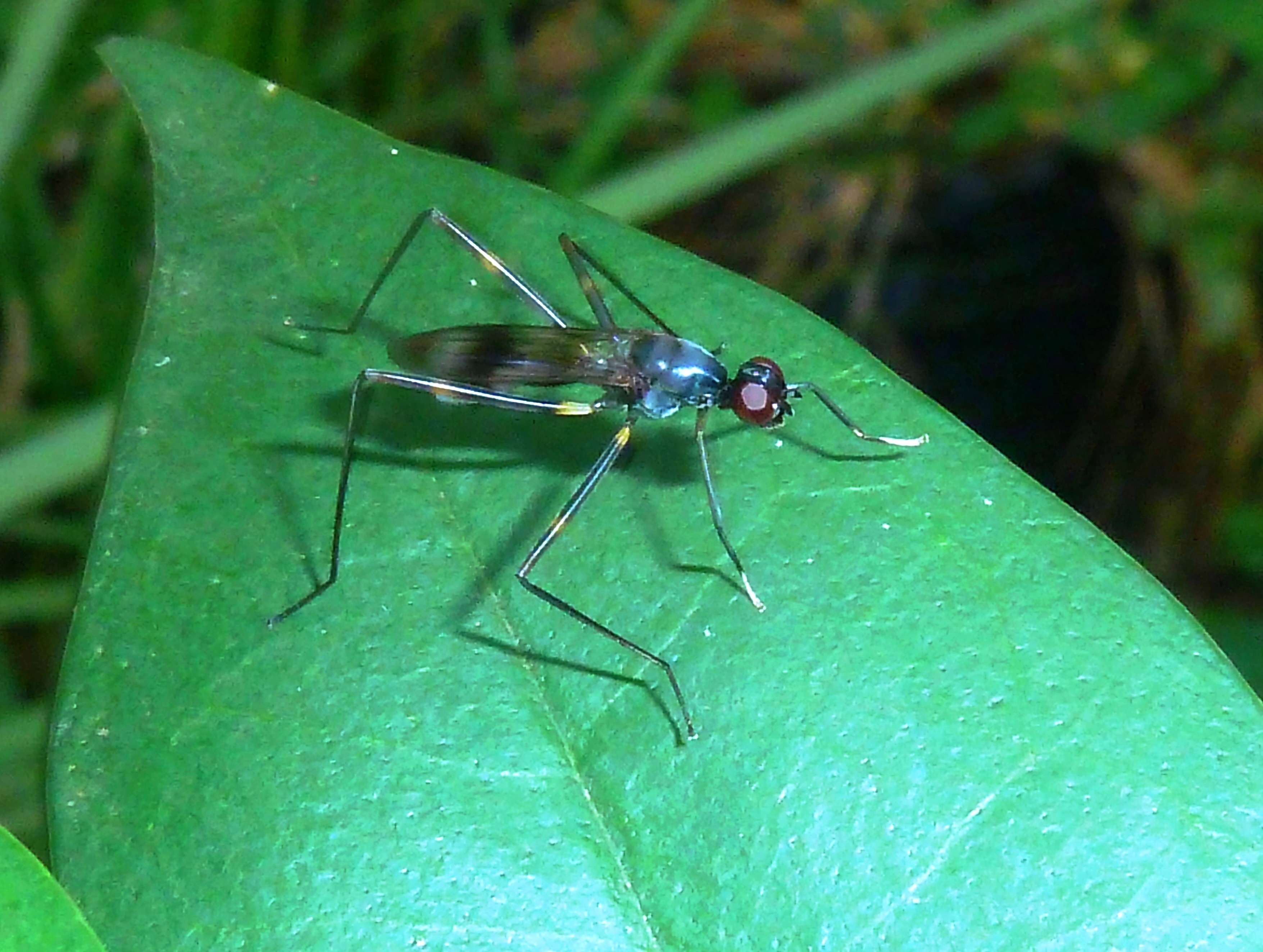
Mimegralla fuelleborni, Nam Phi

Mimegralla là một chi ruồi thuộc họ Micropezidae. Có hơn 80 loài được mô tả thuộc chi Mimegralla, được ghi nhận trong khu vực sinh thái Indomalaya, châu Đại Dương, châu Phi, Thái Bình Dương, cũng như Trung và Nam Mỹ.

## Loài
Có 84 loài thuộc chi Mimegralla:
- Mimegralla abana (Walker, 1849)
- Mimegralla africana (Bigot, 1886)
- Mimegralla albimanus (Doleschall, 1856)
- Mimegralla albipes Hennig, 1935
- Mimegralla albitarsis (Wiedemann, 1819)
- Mimegralla australica Hennig, 1935
- Mimegralla basilewskyi (Verbeke, 1956)
- Mimegralla baumanni (Enderlein, 1922)
- Mimegralla binghami (Enderlein, 1922)
- Mimegralla caligata (Rondani, 1875)
- Mimegralla cedens (Walker, 1856)
- Mimegralla choui (Li, Liu & Yang, 2012)
- Mimegralla chrysopleura (Osten Sacken, 1882)
- Mimegralla cinereipennis (Bigot, 1886)
- Mimegralla cocoensis McAlpine, 1998
- Mimegralla coeruleifrons (Macquart, 1844)
- Mimegralla confinis (Walker, 1856)
- Mimegralla conradti (Enderlein, 1922)
- Mimegralla contingens (Walker, 1864)
- Mimegralla cyanescens (Walker, 1861)
- Mimegralla deferens (Malloch, 1935)
- Mimegralla diffundens (Walker, 1861)
- Mimegralla ecruis (Li, Liu & Yang, 2012)
- Mimegralla elegans (Verbeke, 1951)
- Mimegralla extrema Hennig, 1935
- Mimegralla flavicoxa (Verbeke, 1951)
- Mimegralla formosana (Czerny, 1932)
- Mimegralla fuelleborni (Enderlein, 1922)
- Mimegralla galbula (Osten Sacken, 1882)
- Mimegralla gibbifera (Enderlein, 1922)
- Mimegralla gowgeyi (Frey, 1929)
- Mimegralla gutticollis (Walker, 1861)
- Mimegralla immiscens (Walker, 1864)
- Mimegralla immixta (Walker, 1856)
- Mimegralla incompleta (Frey, 1958)
- Mimegralla inornata (Czerny, 1932)
- Mimegralla kambaitiensis (Frey, 1958)
- Mimegralla korinchiensis (Edwards, 1919)
- Mimegralla laticeps (Verbeke, 1951)
- Mimegralla ledermanni Enderlein, 1922
- Mimegralla leucopeza (Wiedemann, 1824)
- Mimegralla lunaria (Osten Sacken, 1881)
- Mimegralla luteilabris (Rondani, 1875)
- Mimegralla lyra McAlpine, 1998
- Mimegralla macropus (Thomson, 1869)
- Mimegralla magnifica Hennig, 1935
- Mimegralla maynei (Verbeke, 1955)
- Mimegralla melanotica Hennig, 1935
- Mimegralla mobekensis (Curran, 1928)
- Mimegralla nietneri (Enderlein, 1922)
- Mimegralla nigrocincta (Meijere, 1924)
- Mimegralla niveitarsis (Czerny, 1932)
- Mimegralla novaehebrideana Steyskal, 1952
- Mimegralla orbitalis (Verbeke, 1951)
- Mimegralla pliosema (Speiser, 1915)
- Mimegralla prominens (Verbeke, 1951)
- Mimegralla prudens (Osten Sacken, 1881)
- Mimegralla pygmaea (Enderlein, 1922)
- Mimegralla resoluta (Walker, 1860)
- Mimegralla respondens (Walker, 1849)
- Mimegralla samoana (Czerny, 1932)
- Mimegralla scapulifera (Bigot, 1886)
- Mimegralla sepsoides (Walker, 1859)
- Mimegralla signaticollis (Enderlein, 1922)
- Mimegralla sinensis (Enderlein, 1922)
- Mimegralla solomonis Hennig, 1935
- Mimegralla spinosa (Steyskal, 1952)
- Mimegralla splendens (Wiedemann, 1830)
- Mimegralla stabilis (Walker, 1861)
- Mimegralla strenua (Walker, 1856)
- Mimegralla striatofasciata (Enderlein, 1922)
- Mimegralla stylophora (Schiner, 1868)
- Mimegralla subfasciata Hennig, 1935
- Mimegralla suzukiana (Matsumura, 1916)
- Mimegralla talamaui (Meijere, 1924)
- Mimegralla teroensis Hennig, 1935
- Mimegralla tessmanni (Enderlein, 1922)
- Mimegralla thaiensis Cresson, 1926
- Mimegralla tongana (Czerny, 1932)
- Mimegralla triannulata (Macquart, 1844)
- Mimegralla trisetosa (Verbeke, 1951)
- Mimegralla tuberosa (Verbeke, 1951)
- Mimegralla venusta (Enderlein, 1922)
- Mimegralla wittei (Verbeke, 1951)